# Liste der Kulturdenkmale in Eisenach
Die Liste der Kulturdenkmale in Eisenach umfasst die als Ensembles, Straßenzüge und Einzeldenkmale erfassten Kulturdenkmale in der thüringischen Stadt Eisenach. Die Angaben in der Liste ersetzen nicht die rechtsverbindliche Auskunft der zuständigen Denkmalschutzbehörde.

## Legende

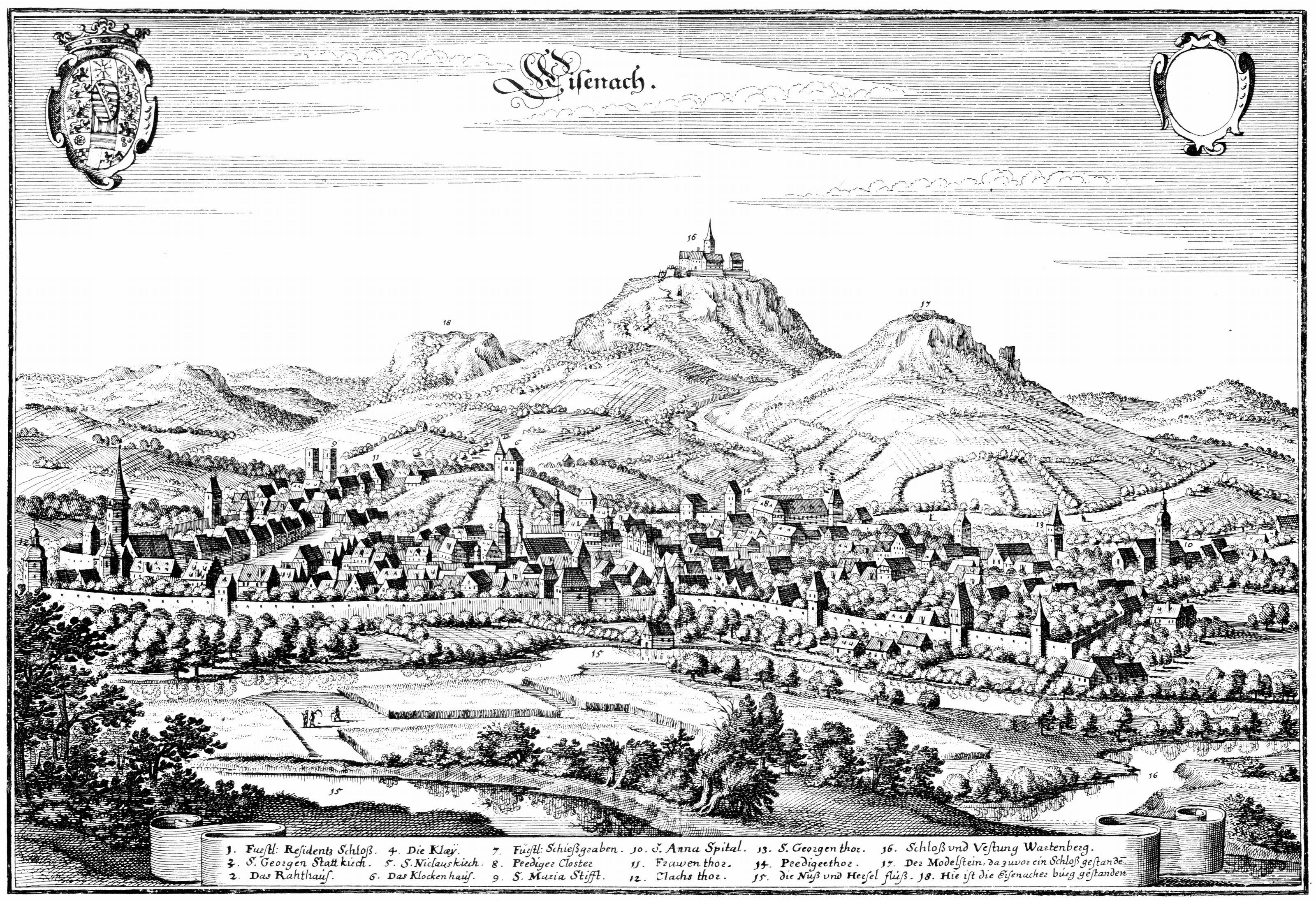
Eisenach um 1647 (Merian-Stich)

- Bild: zeigt ein Bild des Kulturdenkmals und gegebenenfalls einen Link zu weiteren Fotos des Kulturdenkmals im Medienarchiv Wikimedia Commons
- Bezeichnung: Name, Bezeichnung oder die Art des Kulturdenkmals
- Lage: Wenn vorhanden Straßenname und Hausnummer des Kulturdenkmals; Grundsortierung der Liste erfolgt nach dieser Adresse. Der Link Karte führt zu verschiedenen Kartendarstellungen und nennt die Koordinaten des Kulturdenkmals.
 Kartenansicht, um Koordinaten zu setzen – in dieser Kartenansicht sind Kulturdenkmale ohne Koordinaten mit einem roten bzw. orangen Marker dargestellt und können in der Karte gesetzt werden. Kulturdenkmale ohne Bild sind mit einem blauen bzw. roten Marker gekennzeichnet, Kulturdenkmale mit Bild mit einem grünen bzw. orangen Marker.
- Datierung: gibt das Jahr der Fertigstellung beziehungsweise das Datum der Erstnennung oder den Zeitraum der Errichtung an
- Beschreibung: bauliche und geschichtliche Einzelheiten des Kulturdenkmals, vorzugsweise die Denkmaleigenschaften
- ID: Die ID identifiziert das Kulturdenkmal eindeutig. In Thüringen sind aktuell keine IDs veröffentlicht. In der ID-Spalte kann sich auch folgendes Icon  befinden, dies führt zu Angaben zu diesem Kulturdenkmal bei Wikidata.

## Kulturdenkmale in der Kernstadt von Eisenach

### Stadtbefestigung
| Bild                           | Bezeichnung    | Lage | Datierung | Beschreibung | ID |
| ------------------------------ | -------------- | --- | --------- | ------------ | -- |
| weitere Bilder Fotos hochladen | Nicolaiturm    | Bahnhofstraße o. Nr. (Karte) |           |              |    |
| weitere Bilder Fotos hochladen | Stadtmauerrest | zwischen Bahnhofstraße 1 und Goethestraße Bereich christliches Hospiz, Krankenhaus Schillerstraße 6 (Lage) (Karte)                                                                    |           |              |    |
| weitere Bilder Fotos hochladen | Stadtmauerrest | zwischen Schillerstraße und Nicolaistraße: rückwärtige Grundstücksgrenzen zwischen Schillerstraße und Nicolaistraße, Schillerstraße 3a, 5, 7a, Goethestraße 44, 46, 48 (Lage) (Karte) |           |              |    |
| weitere Bilder Fotos hochladen | Stadtmauerrest | Flurstück 5534/2, Hinter der Mauer/am Goethegarten bis zur Hospitalstraße (Karte) |           |              |    |
| weitere Bilder Fotos hochladen | Stadtmauerrest | zwischen Hospitalstraße und Georgenstraße, Georgenstraße 52 (rückwärtiger öffentlicher Rot-Kreuz-Weg) (Karte)                                                                         |           |              |    |
| weitere Bilder Fotos hochladen | Stadtmauerrest | Georgenstraße 47 (Karte) |           |              |    |
| weitere Bilder Fotos hochladen | Storchenturm   | (Karte) |           |              |    |
| weitere Bilder Fotos hochladen | Mauerzug       | südlich der Georgenstraße am alten Friedhof bis Schloßberg, An der Münze 4, An der Münze 3, stadtseitiges Grundstück Ecke Predigerplatz/An der Münze (Karte)                          |           |              |    |
| weitere Bilder Fotos hochladen | Schalenturm    | am alten Friedhof und rückwärtiges Grundstüc (Karte) |           |              |    |
| BW                             | Stadtmauerrest | Ecke Schlossberg (rückwärtige Grundstücke) (Karte) |           |              |    |
| weitere Bilder Fotos hochladen | Glockenturm    | (Karte) |           |              |    |

### Ensembles
| Bild | Bezeichnung                                                        | Lage | Datierung | Beschreibung | ID |
| --- | ------------------------------------------------------------------ | --- | --------- | --- | -- |
| weitere Bilder Fotos hochladen | Bauliche Gesamtanlage Altstadt                                     | Alexanderstraße komplett; An der Münze komplett; Bahnhofstraße 1, 2; Charlottenstraße komplett; Domstraße 6, 8, 14, 16, 18, 20; Frauenberg komplett; Frauenplan komplett; Fritz-Erbe-Straße 22, 22a, 22b, 22c; Georgenstraße komplett; Georg-Philipp-Telemann-Platz komplett; Goethestraße 16, 18, 24, 24a; Goldschmiedenstraße komplett; Grimmelsgasse komplett; Große Wiegardt komplett; Hainweg 1, 3, 5; Helenenstraße 2, 2a, 2b, 2c, 2d, 4; Henkelsgasse komplett; Hinter der Mauer komplett; Hospitalstraße 8; Jakobsplan 1, 3, 5, 7, 9; Jakobstraße 1, 1a, 2, 2a, 3, 4, 5, 6, 7, 9, 11; Johannisplatz komplett; Johannisstraße komplett; Karlsplatz komplett; Karlstraße komplett; Katharinenstraße 9a; Kleine Löbergasse komplett; Kleine Wiegardt komplett; Lauchergasse komplett; Löberstraße komplett; Lutherplatz komplett; Lutherstraße komplett; Marienstraße 1, 2, 3, 4, 5, 7, 9, 13, 15, 17, 19, 21; Markscheffelshof komplett; Markt komplett; Marktgasse 1, 2; Mönchstraße komplett; Nikolaistraße komplett; Nonnengasse komplett; Obere Predigergasse komplett; Pfarrberg komplett; Philosophenweg 2, 2a, 2b, 4, 4a, 6, 8, 10; Predigerplatz komplett; Querstraße komplett; Rittergasse komplett; Roeseplatz 1, 2, 3; Rot-Kreuz-Weg 1; Schillerstraße 1, 2, 4, 6; Schloßberg 2, 4a; Schmelzerstraße; Sophienstraße komplett; Stickereigasse komplett; Theaterplatz komplett; Untere Predigergasse komplett; Wartburgallee 2, 6, 10, 12, 36, 38, 42, 44, 46, 48, 50, 52, 54, 58, 60, 64; Wydenbrugkstraße komplett |           | in den Grenzen der historischen Stadtbefestigung, umschlossen von der Goethe-, Helenen- und Sophienstraße im Norden, vom Philosophenweg im Süden, von der Wartburgallee im Osten, von der Domstraße, vom Hainweg und altem Friedhof im Westen |    |
| [[Vorlage:Bilderwunsch/code!/O:!/C:50.9716,10.3171!/D:Am Hainstein komplett; Am Roeseschen Hölzchen komplett; Barfüßerstraße 7, 9, 11, 12, 13, 14, 15, 16, 16a, 17, 18, 19, 20, 22, 22a, 23, 24, 24a, 25, 26, 26a, 27, 28, 29, 30, 32, 32, 34; Beethovenstraße komplett; Burgstraße komplett; Domstraße 1, 3, 5, 7, 9, 11, 11a, 13, 13a, 17; Hainweg 2, 4, 6, 7, 8, 9, 10, 11, 12, 13, 14, 15, 16, 17, 18, 19, 20, 21, 22, 23, 24, 25, 26, 27, 28, 29, 30, 30a, 33a, 31, 32, 33, 36, 38; Junker-Jörg-Straße komplett; Klosterweg komplett; Marienstraße 56, 58, 60; Reuterweg komplett; Richard-Wagner-Straße komplett; Schloßberg 5, 7, 6, 6a, 8, 8a, 9, 10, 10a, 10b, 11, 12, 13, 15, 17, 19, 21, 23, 25, 27, 29; Steinweg komplett, Bauliche Gesamtanlage Villenkolonie Predigerberg!/\|BW]] | Bauliche Gesamtanlage Villenkolonie Predigerberg                   | Am Hainstein komplett; Am Roeseschen Hölzchen komplett; Barfüßerstraße 7, 9, 11, 12, 13, 14, 15, 16, 16a, 17, 18, 19, 20, 22, 22a, 23, 24, 24a, 25, 26, 26a, 27, 28, 29, 30, 32, 32, 34; Beethovenstraße komplett; Burgstraße komplett; Domstraße 1, 3, 5, 7, 9, 11, 11a, 13, 13a, 17; Hainweg 2, 4, 6, 7, 8, 9, 10, 11, 12, 13, 14, 15, 16, 17, 18, 19, 20, 21, 22, 23, 24, 25, 26, 27, 28, 29, 30, 30a, 33a, 31, 32, 33, 36, 38; Junker-Jörg-Straße komplett; Klosterweg komplett; Marienstraße 56, 58, 60; Reuterweg komplett; Richard-Wagner-Straße komplett; Schloßberg 5, 7, 6, 6a, 8, 8a, 9, 10, 10a, 10b, 11, 12, 13, 15, 17, 19, 21, 23, 25, 27, 29; Steinweg komplett (Karte) |           | siehe Liste der Kulturdenkmale auf dem Predigerberg |    |
| weitere Bilder Fotos hochladen | Bauliche Gesamtanlage Villenkolonie Karthäuserhöhe                 | Am Ofenstein 1, 1b, 2, 3, 3b, 3c, 4, 5, 6, 7, 8, 8a, 8b, 9, 9a, 10, 10a, 10b, 11, 12, 13, 13a, 13b, 14, 15, 17, 19, 20, 21, 22, 23, 24, 25, 26, 27, 29, 30, 28, 31komplett, nur Nr. 33 nicht; Amalienstraße komplett; Augustastraße komplett; Bornstraße 1, 1a, 2, 4, 5, 6, 6a, 7, 8, 9, 10, 11, 12, 13, 14, 14a, 14b, 14c, 15, 17, 18, 19, 20, 21, 23, 22, 24, 24a, 25, 26, 26a, 26b, 27, 28, 29, 30, 32, 34, 36, 38, 40, 42, 44; Dittenberger Straße komplett; Dr.-Siegfried-Wolff-Straße komplett; Elisabethstraße komplett; Emilienstraße komplett; Erich-Honstein-Straße komplett; Ernst-Böckel-Straße komplett; Hedwigstraße komplett; Johann-Sebastian-Bach-Straße 2, 3, 3a, 3b, 3c, 4, 5a, 6, 7, 7a, 8, 9, 10, 12; Luisenstraße komplett; Marienstraße 23, 25, 55a, 55b, 57, 59; Prellerstraße komplett; Stöhrstraße komplett; Waisenstraße komplett; Wartburgallee 29, 31, 33, 35, 37, 39, 41, 43, 45, 47, 53, 55, 66, 68, 70, 70a, 72, 74, 76, 82, 84, 86, 88, 90, 92; Wernickstraße komplett (Karte) |           | Wohnhäuser und Architekturgärten, siehe Liste der Kulturdenkmale auf der Karthäuserhöhe |    |
| weitere Bilder Fotos hochladen | Bauliche Gesamtanlage Reihenhausanlage Max-Reger-Hof               | Amrastraße 22a, 22b, 24, 2, 28, 30, Max-Reger-Hof 8, 9, 10, 11, 12 (Karte) |           | |    |
| weitere Bilder Fotos hochladen | Wohnsiedlung BMW-Siedlung                                          | Amsdorfstraße 1, 3, 5, 7, 9, 11, 13, 15, 17, 19, 21, 23; Fröbelstraße 1, 2, 3, 4, 5, 6, 7, 8, 9, 10, 11, 12, 13, 14; Junkerstraße 45, 47; Nebestraße 2, 4, 6, 8, 10, 12, 14, 16, 18, 20, 22; Ulrich-von-Hutten-Straße 1, 2, 3, 4, 5, 6, 7, 8, 9, 10, 11, 12, 13 |           | |    |
| weitere Bilder Fotos hochladen | Kennzeichnendes Straßenbild geschlossene Häuserzeile Bahnhofstraße | Bahnhofstraße 23, 25, 27, 29, 31, 33 (Karte) |           | |    |
| Direkt Bild zu diesem Denkmal hochladen | Bauliche Gesamtanlage Häusergruppe Damaschkestraße                 | Eisenach, Damaschkestraße 1, 3, 5; Rennbahn 1a, 1b; Willi-Enders-Straße 1 |           | |    |
| weitere Bilder Fotos hochladen | Historische Parkanlage Stadtpark                                   | Stadtpark Eisenach (Karte) |           | mit Baum- und Strauchbestand, Freiflächen, Wegeführung, Stützmauer, alten Parkbänken, Landhaus Pflugensberg und Pförtnerhaus |    |
| weitere Bilder Fotos hochladen | Kennzeichnendes Straßenbild geschlossene Häuserzeile Emilienstraße | Emilienstraße 5, 7, 9, 11, 13, 15 (Karte) |           | |    |
| [[Vorlage:Bilderwunsch/code!/O:!/C:50.9638,10.3221!/D:Fritz-Koch-Straße komplett; Heinrich-Zieger-Straße komplett; Johannes-Falk-Straße 1, 1a, 3, 4, 5, 7, 9, 10, 11; Johannistal 2, 3, 4, 6, 12, 12a, 14; Josef-Kürschner-Straße komplett; Kapellenstraße komplett; Kurstraße komplett; Mariental 3, 5, 7, 9, 11, 15, 17, 19; Otto-Speßhardt-Straße komplett; Philipp-Kühner-Straße komplett, Bauliche Gesamtanlage Villenkolonie Marienhöhe!/\|BW]] | Bauliche Gesamtanlage Villenkolonie Marienhöhe                     | Fritz-Koch-Straße komplett; Heinrich-Zieger-Straße komplett; Johannes-Falk-Straße 1, 1a, 3, 4, 5, 7, 9, 10, 11; Johannistal 2, 3, 4, 6, 12, 12a, 14; Josef-Kürschner-Straße komplett; Kapellenstraße komplett; Kurstraße komplett; Mariental 3, 5, 7, 9, 11, 15, 17, 19; Otto-Speßhardt-Straße komplett; Philipp-Kühner-Straße komplett (Karte) |           | siehe Liste der Kulturdenkmale auf der Marienhöhe |    |
| [[Vorlage:Bilderwunsch/code!/O:!/C:50.964,10.3157!/D:Liliengrund komplett; Mariental 4, 6, 8, 10, 10a, 12, 14, 18, 19a, 20, 21, 23, 24, 25, 26, 27, 28, 29, 33, 33a, 33b, 33d, 35, 36, 37, 38, 38a, 38b, 40, 42, 42a, 44, 46, 46a, 48, 50, 54; Wartburgallee 57, 59, 61, 63, 65, 67, 69, 69a, 71, 73, 75, 96, Bauliche Gesamtanlage Villenkolonie Mariental!/\|BW]] | Bauliche Gesamtanlage Villenkolonie Mariental                      | Liliengrund komplett; Mariental 4, 6, 8, 10, 10a, 12, 14, 18, 19a, 20, 21, 23, 24, 25, 26, 27, 28, 29, 33, 33a, 33b, 33d, 35, 36, 37, 38, 38a, 38b, 40, 42, 42a, 44, 46, 46a, 48, 50, 54; Wartburgallee 57, 59, 61, 63, 65, 67, 69, 69a, 71, 73, 75, 96 (Karte) |           | siehe Liste der Kulturdenkmale in Mariental |    |
| weitere Bilder Fotos hochladen | Kennzeichnendes Straßenbild geschlossene Häuserzeile Mönchstraße   | Mönchstraße 3, 5, 7, 9 (Karte) |           | |    |
| weitere Bilder Fotos hochladen | Kennzeichnendes Platzbild Theaterplatz                             | Theaterplatz 3, 4, 5, 6, 7 (Karte) |           | |    |
| weitere Bilder Fotos hochladen | Historische Gartenanlage Karthausgarten                            | Waisenstraße 2; Wartburgallee o. Nr. (Karte) |           | mit Wandelhalle, Gärtnerhaus, Denkmal des Herzogs Carl Alexander und Tierplastiken |    |
| weitere Bilder Fotos hochladen | Kennzeichnendes Straßenbild geschlossene Häuserzeile Wiesenstraße  | Wiesenstraße 22, 24, 26, 28, 30 |           | |    |
| weitere Bilder Fotos hochladen | Historische Parkanlage Waldpark Wartburg                           | Gemarkung Eisenach / Flur 63 / Flurstück(e) 5969/17, 5972/1, 5973/0, 9059/0, 9061/0, 9062/0, 9063/0, 9064/0; Gemarkung Eisenach / Flur 65 / Flurstück(e) 5991/0, 5992/0, 5993/0, 5994/0, 5995/0, 5996/0, 5997/0, 5998/0, 5999/0, 6001/0, 6002/0, 6003/0, 6004/0, 6005/3, 6005/5, 6005/6, 6005/7, 6005/8, 6005/9, 6006/0, 6007/3, 6007/4, 6007/6, 6007/7, 6007/8, 6007/9, 6965/0, 6976/1, 6990/1, 8224/0, 8262/0, 8400/0, 8921/0, 9883/2, 9883/4; Gemarkung Eisenach / Flur 66 / Flurstück(e) 6008/0, 6010/0, 6011/0, 6013/0, 6014/15, 6014/16, 6014/29, 6015/1, 6044/1; Gemarkung Eisenach / Flur 68 / Flurstück(e) 6166/1, 6166/2, 6166/3, 6174/2, 6174/5, 7481/0, 8765/0; Gemarkung Eisenach / Flur 69 / Flurstück(e) 6219/1, 6219/2, 6219/3; Gemarkung Eisenach / Flur 70 / Flurstück(e) 6257/0, 6259/0, 6260/0, 9335/0; Gemarkung Eisenach / Flur 76 / Flurstück(e) 6844/0, 6845/0, 6846/0, 6847/1; Gemarkung Eisenach / Flur 77 / Flurstück(e) 6908/4, 6908/6, 6909/1, 6909/2, 6910/0; Gemarkung Eisenach / Flur 80 / Flurstück(e) 7075/1, 7076/0; Gemarkung Eisenach / Flur 82 / Flurstück(e) 7012/0; Gemarkung Eisenach / Flur 83 / Flurstück(e) 7071/0, 7072/0, 7074/2; Gemarkung Eisenach / Flur 84 / Flurstück(e) 7073/2, 7073/3; Gemarkung Eisenach / Flur 85 / Flurstück(e) 7541/0; Gemarkung Eisenach / Flur 98 / Flurstück(e) 6930/0, 9849/0, 9850/0, 9851/0; Gemarkung Eisenach / Flur 99 / Flurstück(e) 9852/0, 9853/0, 9854/0, 9855/0; Gemarkung Eisenach / Flur 100 / Flurstück(e) 9856/0, 9857/0, 9858/0, 9859/1, 9859/2, 9860/0, 9861/0, 9862/0, 9863/0, 9864/0, 9869/0; Gemarkung Eisenach / Flur 101 / Flurstück(e) 9870/0, 9871/0, 9872/0, 9873/0, 9874/0, 9875/0, 9877/0; Gemarkung Eisenach / Flur 102 / Flurstück(e) 9878/2, 9878/4, 9878/5, 9880/0, 9881/0, 9882/0, 9883/3, 9884/0; Gemarkung Eisenach / Flur 103 / Flurstück(e) 9885/0, 9886/0, 9887/0, 9888/0, 9889/0; Zusätzlich zur Gemarkung Eisenach noch folgende Flächen in Gemarkung Mosbach: Flur 13 Flurstück 2873 Flur 14 Flurstück 2875 (Karte) |           | |    |

### Einzeldenkmale
- Liste der Kulturdenkmale in Eisenach (Kernstadt)

### Denkmalensembles und Einzeldenkmäler im FlächendenkmalSüdviertel
- Liste der Kulturdenkmale im Südviertel (Eisenach)

- Liste der Kulturdenkmale auf der Karthäuserhöhe (Eisenach)
- Liste der Kulturdenkmale auf dem Predigerberg (Eisenach)
- Liste der Kulturdenkmale in Mariental (Eisenach)
- Liste der Kulturdenkmale auf der Marienhöhe (Eisenach)

## Kulturdenkmale in den Ortsteilen von Eisenach
Eisenach besteht aus der Kernstadt sowie den Ortsteilen Berteroda, Hötzelsroda, Madelungen, Neuenhof, Hörschel, Neukirchen, Stedtfeld, Stockhausen, Stregda, Wartha und Göringen. Auch in den Ortsteilen gibt es eine Reihe von Kulturdenkmalen:
- Liste der Kulturdenkmale in Eisenach (Ortsteile)

## Ehemalige Kulturdenkmale
- Liste zerstörter Denkmale in Eisenach